# Taku Ushinohama
Taku Ushinohama (japanisch 牛之濵 拓 Ushinohama Taku; * 14. Juli 1992 in der Präfektur Kagoshima) ist ein japanischer Fußballspieler.

## Karriere
Ushinohama erlernte das Fußballspielen in der Jugendmannschaft von Avispa Fukuoka. Seinen ersten Vertrag unterschrieb er 2011 bei Avispa Fukuoka. Der Verein spielte in der höchsten Liga des Landes, der J1 League. Am Ende der Saison 2011 stieg der Verein in die J2 League ab. Für den Verein absolvierte er 28 Ligaspiele. 2016 wechselte er zum Drittligisten Grulla Morioka. Für den Verein absolvierte er 28 Ligaspiele. 2017 wechselte er zum Ligakonkurrenten Tochigi SC. 2017 wurde er mit dem Verein Vizemeister der dritten Liga und stieg in die zweite Liga auf. Für den Verein absolvierte er 43 Ligaspiele. Im August 2018 wechselte er zum Drittligisten Kagoshima United FC. 2018 wurde er mit dem Verein Vizemeister der dritten Liga und stieg in die zweite Liga auf. Am Ende der Saison 2019 stieg der Verein wieder in die dritte Liga ab. Zu Beginn der Saison 2023 wechselte er auf Leihbasis zum ebenfalls in der dritten Liga spielenden Gainare Tottori. Für den Klub aus Tottori bestritt er 32 Ligaspiele. Nach der Ausleihe kehrte er nach Kagoshima zurück. Hier wurde sein Vertrag nicht verlängert. Am 1. Februar 2024 nahm ihn der Drittligist Giravanz Kitakyūshū aus Kitakyūshū unter Vertrag.